# 티피카누 전투
티피카누 전투(/ˌtɪpikəˈnuː/, Battle of Tippecanoe)는 1811년 11월 7일 인디언 영토의 인디언 영토의 주지사 윌리엄 헨리 해리슨이 이끄는 미합중국과 쇼니 족 지도자 테쿰세가 이끌었던 미국 내 인디언 전사들과의 싸움이었다. 테쿰세와 그의 형제인 텐스카타와 (예언자로 널리 알려진)는 미국의 영토확장을 반대하는 다양한 부족들로 이루어진 인디언 연맹의 지도자였다. 긴장이 고조되고, 폭력사태가 증가하자 주지사 해리슨은 티피카누 강과 와바시 강이 합류하는 지금 근처에 자리잡은 프라피츠타운에 있는 인디언 연맹의 본부를 해산시키기 위해서 약 1,000명의 병력을 이끌고 행진을 했다.

## 배경
1800년 새로 만들어진 인디애나 준주의 지사로 임명된 이후 더 많은 정착민들을 끌어들이기 위해 인디언 영토를 확보할 명분을 찾았다. 특히 그는 인디애나 준주에 땅에 대한 권한을 주면 충분한 개척민들을 끌어들일 수 있을 것이라고 생각했다. 해리슨은 수많은 토지양도 조약 협상을 벌였으며, 1809년 9월 30일 〈웨인 요새 조약〉에는 마이애미 족, 포타와토미 족, 레나페 족 등의 인디언 지도자들이 300백만 에이커의 땅(약 12,000 km2)을 미국에 매각하게 했다.

## 전투

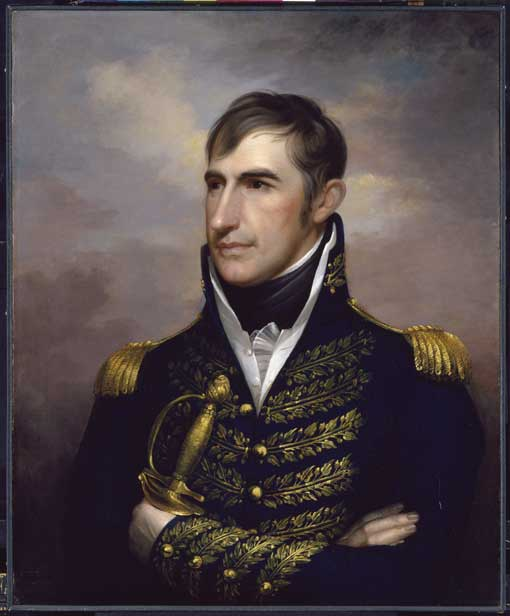
윌리엄 헨리 해리슨, 1814년 렘브란트 필리 작

테쿰세가 남부에 있는 동안, 해리슨 지사는 1,000명 이상의 부대를 데리고 빈센즈에서 와바시 강을 거슬러 텐스카타와와 그 동료를 위협하려 했다. 해리슨 부대는 도중에 오늘 날 테르오트 근처에 해리슨 요새를 건설했다. 해리슨이 요새에 있는 동안, 육군 장관 윌리엄 유스티스에게서 명령이 도착했다. 그것은 “필요하다면 피라핏츠타운 인디언들을 제거하기 위하여 무력을 행사해도 좋다”는 것이었다. 1811년 11월 6일 늦게 해리슨 부대가 피라핏츠타운 외부에 도착했을 때, 한 젊은 인디언이 백기를 흔들며 말을 타고 마을 밖으로 나왔다. 그 인디언은 평화를 위한 회의를 하고 있기 때문에 다음날까지 전투를 하지 말자고 요구하는 텐스카타와의 메시지를 전했다. 해리슨도 동의했지만 텐스카타와의 진의를 의심하여, 밤새 보초를 세워 두었다. 텐스카타와 무리들은 해리슨이 마을을 습격하려 한다고 생각하고는 선제공격을 하기로 했으며, 약 500명의 전사가 미합중군의 주둔지로 향했다.
그 전투가 어떻게 시작되었는지 현존하는 자료에서 정확하게 나와 있지 않지만, 해리슨이 세운 경계병이 11월 7일 새벽에 진군해 오는 인디언 전사를 발견했다. 해리슨의 병사들이 총소리를 듣고 눈을 떴을 때, 이미 인디언에 포위된 것을 알았다. 격렬한 전투가 일어났고 인디언 전사가 해리슨 부대의 방어선을 뚫고 숙영지 안까지 침투해 들어왔다. 보초들이 숙영지로 후퇴해오자 병사들은 재빨리 자발적으로 집단을 만들어 방어선을 확보하면서 반격을 시작했다. 그날 아침 동안 해리슨 부대는 여러 번 공격을 방어해 냈고, 결국 인디언 전사는 철수를 했다. 해리슨 부대는 68명이 전사하거나 중상을 입었으며, 120여명이 부상당했다. 인디언의 피해는 여러 가지 설이 있지만, 역사가들은 50명 이상 전사하고, 70 ~ 80명이 부상했다고 주장한다.
테쿰세가 지원군을 데리고 돌아올 것을 두려워한 해리슨은 진지 방어를 굳건히 하라고 명령했다. 다음날 11월 8일, 해리슨이 군인 몇 명을 인디언 마을을 정찰 보냈는데, 정착촌은 비어있었다. 인디언이 밤사이에 마을에서 빠져나간 것이었다. 승리를 거둔 미합중군은 마을을 불태우고 빈센즈로 돌아왔다. 해리슨 군 쪽도 큰 손실을 입은 전투였지만, 결과적으로 해리슨 군의 승리한 전투였다.

## 같이 보기
- 테쿰세 전쟁